# Nakano
Nakano (jap. 中野区, -ku) ist einer der 23 [„Sonder-“]Bezirke ([tokubetsu]-ku) der Präfektur (-to) Tokio. Er liegt im Westen der Bezirke, die zusammen oft als Tokio bezeichnet werden.

## Geographie
Nakano grenzt an die Stadtbezirke Shinjuku, Suginami, Nerima, Shibuya und Toshima und liegt westlich des zentralen Bezirkes Shinjuku.
Durch den Bezirk fließen die Flüsse Kanda, Myosho-ji und Zenpuku-ji, Ekoda und der Aratama-Wasserweg.
Nakano setzt sich aus folgenden 18 Stadtvierteln zusammen: Minamidai, Nakan, Ekoda, Yayoicho, Arai, Shirasai, Maruyama, Saginomoiya, Honcho, Chūō, Higashinakano, Numabukuro, Matsugaoka, Eharacho, Nogata, Yamatocho, Wakamiya und Kamisaginomiya.

## Geschichte
1447 besiegte Ōta Dōkan hier in einer Schlacht Toshima Yasutsune. 1606 wurde die Fernstraße Naruki Kaidō, Vorgänger der heutigen Ōme Kaidō, einer Straße nach Ōme, errichtet. Im Jahre 1695 wurde in Verbindung mit dem von Tokugawa Tsunayoshi erlassenen Shōrui Awaremi no Rei eine Einrichtung zur Unterbringung streunender Hunde eingerichtet.
In der Meiji-Restauration wurde das Gebiet nach mehreren Umstrukturierungen der Präfektur Shinagawa zugeschlagen, die die Verwaltung von Teilen der vormals shōgunatstreuen Gebiete (Bakuryō, Hatamoto-Land) im Südwesten der Provinz Musashi übernahm. 1871 wurden die 12 Dörfer, die auf dem Gebiet des heutigen Nakano lagen, Teil der Präfektur Tokio.
1889 eröffnete die Kōfu-Eisenbahn. Der Vorgänger der heutigen Chūō-Hauptlinie hatte zwischen den Bahnhöfen in Shinjuku und Hachiōji auch einen Bahnhof in Nakano.
1878 wurde Nakano bei der endgültigen Teilung des Kreises Tama Sitz der Kreisverwaltung von Higashi-Tama („Ost-Tama“). Bei der Einführung moderner Gemeindeordnungen 1889 wird Nakano-mura um Nachbardörfer vergrößert. Nach der Fusion der Landkreise Higashi-Tama und Minami-Toshima („Süd-Toshima“) 1896 gehörte Nakano zum Landkreis Toyotama – die gemeinsame Kreisverwaltung befand sich in der Stadt Yodobashi. 1897 wurde auch Nakano als Nakano-machi kreisangehörige Stadt. Der Bezirk wurde am 1. Oktober 1932 durch die Eingemeindung der Städte Nogata und Nakano in die Stadt Tokio gebildet. 1943 wird Nakano mit der Abschaffung der Stadt Tokio präfekturunmittelbar. Die heutige Verwaltungsstruktur als quasi kommunaler „Sonderbezirk“ stammt vom 15. März 1947, als die US-amerikanischen Besatzer in Tokio eine Verwaltungsreform durchführten.
Das Tokioter U-Bahn-Netz wird 1961 bis nach Nakano erweitert.

## Verkehr

### Straße
In Nakano gibt es 10 große Straßen: die Shinōme-Kaidō und die Ōme-Kaidō, sowie die Mejiro-, Waseda-, Ōkubo-, Hōnan-, Yamanote-, Nakano-, Kannana- und Nakasugi-Straße. Es gibt in Nakano keine Autobahn.

### Zug
Nakano ist durch folgende Bahnhöfe und Linien angebunden:
- JR: Chūō-Hauptlinie, von Higashi-Nakano oder Nakano nach Tokio oder Nagoya
- Seibu: Shinjuku-Linie, von Araiyakushi-mae, Numabukuro, Nogata, Toritsukasei oder Saginomiya nach Shinjuku oder Kawagoe
- Tōkyō Metro: Marunouchi-Linie, von Shin-Nakano oder Nakano-Sakaue nach Suginami oder Ikebukuro
  - Hōnanchō-Zweiglinie, von Nakano-Sakaue, Nakano-Shimbashi oder Nakano-Fujimichō nach Suginami
- Tokyo Metro: Tōzai-Linie, von Nakano nach Funabashi
- Toei: Ōedo-Linie, von Nakano-Sakaue, Higashi-Nakano oder Shin-Ekoda nach Shinjuku oder Nerima

## Politik
- KPJ: 5
- Rikken・Kokumin・Net・Mushozoku (KDP/DVP/Net/Unabhängige): 11
- Tomin First: 3
- Fraktionslos (darunter Ishin, ReiShin): 7
- Kōmeitō: 8
- LDP: 8

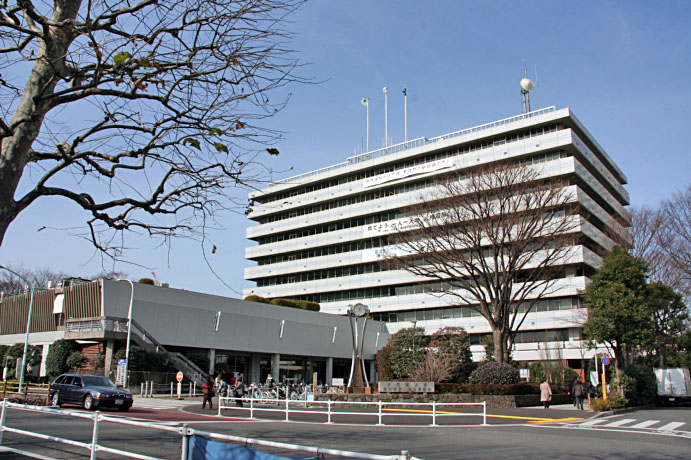
Das Rathaus des Nakano-ku im Stadtteil Nakano

Bürgermeister von Nakano ist seit Juni 2018 Naoto Sakai, ein ehemaliger Kommunalbeamter in Nakano. Bei der Bürgermeisterwahl am 22. Mai 2022 wurde er mit über 60 % der Stimmen gegen die ehemalige Bezirksparlamentsabgeordnete Junko Inagaki für eine zweite Amtszeit bestätigt. Die Wahlbeteiligung sank auf 33,7 %.
Das Bezirksparlament hat regulär 42 Mitglieder und wird bei einheitlichen Regionalwahlen (zuletzt 2023) gewählt.
Für das Präfekturparlament ist der Bezirk Dreimandatswahlkreis. Bei der Wahl 2021 gingen die Sitze unverändert an Tomin First no Kai, KDP und Kōmeitō.
Für das Shūgiin, das Unterhaus des nationalen Parlaments, bildet der Bezirk seit 2024 zusammen mit einem Teil von Suginami den Wahlkreis Tokio 27. Diesen gewann bei der Wahl 2024 der Konstitutionelle Demokrat Akira Nagatsuma (vorher Wahlkreis 7).

## Söhne und Töchter der Stadt
- Michiko Yamamoto (* 1936), Schriftstellerin
- Ryūichi Sakamoto (1952–2023), Komponist, Pianist, Produzent und Schauspieler
- Wakanohana Masaru (* 1971), Sumōringer
- Takanohana Kōji (* 1972), Sumōringer
- Yurie Nagashima (* 1973), Fotografin
- Yūhi Sekiguchi (* 1987), Rennfahrer

## Angrenzende Städte und Gemeinden
- Tokio: Stadtbezirke Shibuya, Shinjuku, Toshima, Suginami, Nerima